# 33 (álbum de Wanessa Camargo)
33 é o oitavo álbum de estúdio da cantora brasileira Wanessa Camargo. Originalmente o disco foi lançado em 19 de agosto de 2016 exclusivamente para download digital gratuito através do Palco MP3, portal brasileiro de execução de música online. Em 14 de outubro de 2016 é liberado para venda digital através do iTunes de forma independente, por sua produtora Work Show. No final de 2016 a cantora assina com a Som Livre e, em 28 de março de 2017, o disco é relançado pela gravadora – desta vez também de forma física –, trazendo duas músicas novas como bônus. O álbum, além de marcar o retorno do sobrenome Camargo ao nome artístico da cantora, foi seu primeiro trabalho voltado para o sertanejo, homenageando suas origens goianas.
O primeiro single do álbum foi "Coração Embriagado", composta pela dupla sertaneja João Neto & Frederico em parceria com Gabriel do Cavaco, Shylton Fernandes e Diego Ferrari e foi lançado oficialmente nas plataformas digitais em 5 de agosto. "Vai que Vira Amor", foi liberada como single promocional' em 26 de julho. "Anestesia" foi lançada como segundo single em 10 de março de 2017.
Uma nova versão do álbum, exclusiva para colecionadores, foi anunciada pela loja oficial da cantora no Instagram dia 4 de novembro de 2021 e disponibilizada para pré-venda no mês seguinte. A edição de colecionador conta com uma faixa exclusiva chamada "Segundas Intenções", além de um novo encarte, reaproveitando a capa tradicional de fundo rosa - utilizada anteriormente para distribuição gratuita do álbum pela Work Show, dessa vez sem a logomarca. A faixa, no entanto, não estará disponível nas plataformas de streaming.

## Antecedentes
Em 22 de agosto de 2014 o produtor Mr. Jam confirmou que Wanessa começou à trabalhar em um novo álbum inédito, sendo produzido por ele. No entanto, apenas em 13 de março de 2015 a cantora confirmou que estava mesmo engajada no projeto, afirmando que este demoraria alguns meses ainda para ser lançado e citando seu disco W como referência do que estava realizando, alegando que estava buscando uma sonoridade entre o pop e o eletrônico. Em abril confirmou que estava gravando com o produtor César Lemos, que já havia trabalhado com ela no álbum W, utilizando faixas "Amor, Amor" e "Sem Querer" como referências do material que estava preparando. Em 8 de julho, durante entrevista para a revista Quem, revelou que o novo álbum mesclaria músicas em inglês e em português, uma vez que ela não gravada em língua nativa há seis anos: "É uma fusão de tudo de melhor que fiz antes com essa fase. Estou sempre me reinventando, buscando coisas novas, mas com mais maturidade". Logo após confirmou a parceria em composições com Liah Soares e Junno Andrade.
Em 8 de dezembro, porém, anunciou que desistiu de gravar faixas em inglês e que o novo álbum seria totalmente em português, mesclando canções dançantes e outras românticas, retornando o elo perdido antes no álbum Meu Momento. Além disso, Wanessa revelou que estava compondo novamente, o que não fazia deste o disco citado, e que pretendia trazer um trabalho majoritariamente autoral: "O álbum será mais pessoal do que eu podia imaginar. Nunca pensei que pudesse levar tanto tempo. Ele será bem introspectivo e maduro, mas terá faixas mais agitadas". No início de 2016 fotografa para o encarte e divulgação do novo trabalho, tendo as fotos registradas por Fernando Mazza e as roupas assinadas por Alexandre Dornellas. Segundo seu marido, Marcus Buaiz, a expectativa era que o disco fosse lançado em maio.

## Desenvolvimento e produção
"Eu estava indo para um trabalho que seria muito rápido de fazer, no caminho de "Shine It On". Mas olhei para o trabalho e estava sem tesão, sem a paixão. Estava fazendo por fazer. Foi quando parei tudo e pensei. Sou uma cantora sertaneja. Eu me considero sertaneja, romântica."

— Wanessa Camargo sobre a mudança de gênero musical em sua carreira.
Em 17 de maio Wanessa anuncia que engavetou o material que estava gravando até ali e trocou a equipe de produtores para fazer um redirecionamento em sua carreira, deixando a música pop para focar agora na música sertaneja. Para isso, adotou novamente o sobrenome Camargo em seu nome artístico, o qual havia sido retirado 8 anos antes para o disco Total. Na ocasião entrou em estúdio para gravar seu oitavo álbum novamente, desta vez sob o novo gênero escolhido, trazendo Eduardo Pepato como produtor, o mesmo dos trabalhos de Luan Santana e Thaeme & Thiago. Segundo Wanessa, a decisão pela mudança de gênero musical deu-se pela identificação pessoal pela música sertaneja: "O caminho do pop no Brasil eu não me identifico. Não é a minha praia. Minha pegada é o romantismo e o sertanejo é uma marca forte do meu próximo álbum. Estou fazendo o que acredito".
Além disso, a cantora explicou que estava buscando fazer grandes shows em arenas novamente: "Eu quero rodar o Brasil com a estrutura que sempre quis. Com o eletrônico, peguei cada perrengue". Logo após rompe com a Sony Music, alegando divergências sobre o rumo de sua carreira, uma vez que a gravadora não gostaria que ela deixasse a sonoridade pop, assinando logo após com a Work Show, produtora responsável por lançamentos do mercado sertanejo. A primeira faixa anunciada como parte do álbum foi "Agora Eu Sei", escrita em homenagem à seu marido. Em 15 de junho é liberada uma prévia de "Vai que Vira Amor".

## Lançamento
O álbum foi lançado em 19 de agosto exclusivamente para streaming e download digital gratuito através do Palco MP3, portal brasileiro mais conhecido de execução de música online. Em 14 de outubro de 2016 é liberado para venda digital através do iTunes e streaming de forma independente, por sua produtora Work Show. Em 20 de dezembro de 2016, Wanessa anuncia que havia assinado com a Som Livre e, em 10 de março de 2017 o disco é relançado pela gravadora – desta vez também de forma física, além dos formatos anteriores –, trazendo duas músicas novas como bônus.

## Singles
Em 26 de julho Wanessa lança nas rádios o primeiro single do álbum, "Coração Embriagado", composta pela dupla sertaneja João Neto & Frederico em parceria com Gabriel do Cavaco, Shylton Fernandes e Diego Ferrari. O videoclipe da faixa foi liberado em 29 de julho, mostrando a cantora gravando-a em estúdio e tocando em seu violão. O single foi lançado oficialmente nas plataformas digitais em 5 de agosto. "Coração Embriagado" atingiu a posição dezenove na Billboard Brasil, sendo o melhor resultado de sua carreira até então. "Vai que Vira Amor" foi liberada na internet como prévia para divulgar o trabalho. O videoclipe da canção foi liberado em 9 de agosto, seguindo a mesma linha do anterior, apresentando a cantora gravando-a em estúdio. Em 26 de agosto a faixa é lançada nas plataformas digitais como segundo single.
"Perseguição" foi liberado como single promocional em 5 de outubro, tendo estreia exclusiva no Programa do Porchat. "Anestesia", presente no relançamento do álbum, foi liberado como terceiro single em 10 de março de 2017.

## Promoção
Em 20 de agosto se apresentou na sexagésima primeira edição da Festa do Peão de Barretos, divulgando seu novo trabalho durante o show de Maiara & Maraisa, no qual cantou com elas "Coração Embriagado". Em 6 de setembro interpreta pela primeira vez na televisão o primeiro single do álbum, no programa Música Boa Ao Vivo. Em 15 de setembro é a vez de divulgar o álbum no programa De Cara, na FM O Dia. Em 23 de setembro Wanessa é entrevista no Programa do Jô, onde divulga seu novo trabalho, além de cantar as faixas "Coração Embriagado" e "Vai Que Vira Amor". Em 5 de outubro é entrevistada no Programa do Porchat, onde explica o processo criativo do disco e canta o primeiro single, além de "Perseguição". No dia 27 de janeiro de 2017 foi a vez de  Wanessa gravar o Sabadão com Celso Portiolli Onde cantou varios de seus sucessos antigos e o novo single Coração Embriagado e divulgou seu CD. E no dia 28 de março participara da Festa das Patroas em Minas Gerais com Marília Mendonça e Maiara e Maraísa .

## Recepção da crítica e controvérsias
"33 soa tão artificial e estratégico quanto o retorno da cantora ao gênero sertanejo após álbuns e singles direcionados às pistas da música eletrônica. [O álbum] representa retrocesso na (já bem irregular) discografia de Wanessa Camargo."

— Crítico de música Mauro Ferreira do portal G1 sobre o álbum e fase sertaneja de Wanessa.
| Críticas profissionais | Críticas profissionais |
| Avaliações da crítica  | Avaliações da crítica  |
| Fonte                  | Avaliação              |
| ---------------------- | ---------------------- |
| Portal Me Gusta        | (Favorável)            |
| G1                     | (Desfavorável)         |
| Observatório G         | (Desfavorável)         |
| A Escotilha            | [ 53 ]                 |

O álbum recebeu críticas majoritariamente negativas, sendo considerado "controverso", além de "oportunista" e "artificial".
Emilio Faustino, do Observatório G, disse que, ao escolher a música sertaneja, Wanessa fez uma escolha "pra lá de conveniente se considerarmos a boa fase do sertanejo feminino no Brasil". Faustino também ressalta que, durante o lançamento, a cantora "conseguiu a heresia de se rotular como 'Camaleoa'. [...] se você simplesmente muda para fazer mais do mesmo e se apoiar no sucesso de algo que você nem se identifica pode soar de um grande oportunismo e falta de personalidade". 
O portal Me Gusta deu uma avaliação positiva ao disco, citando ele como prova que Wanessa é uma artista versátil, podendo transitar em vários gêneros musicais com maestria, as faixas "Agora Eu Sei", "Faço Chover" e  "Se Cuida" foram escolhidas como as melhores do álbum.
O crítico musical Mauro Ferreira, do G1, disse que o álbum "além de soar artificial e estratégico, representa retrocesso na (já bem irregular) discografia de Wanessa." Renan Guerra, do site A Escotilha, avaliou o disco com uma estrela e meia de cinco (1.5/5), dizendo que "Wanessa soa fria durante os quase 50 minutos de 33" e que "toda a produção do disco soa suficientemente engessada. É como se Wanessa fosse uma novata, tentando a todo custo abraçar o filão do sertanejo universitário, mesmo que sua música soe pasteurizada e apática."

### Desempenho
Em 2016 "Coração Embriagado" apareceu entre as 100 músicas mais tocadas das rádios brasileiras naquele ano tendo tocado cerca de 25.718 vezes Essa foi a última vez em que Wanessa apareceu nas paradas de sucesso até o presente momento, a cantora voltava a aparecer entre as 100 músicas mais tocadas após um período de 6 anos. Além disso o clipe da música "Coração Embriagado" tem atualmente 23 milhões de visualizações no YouTube e é o clipe mais acessado da cantora na plataforma, atrás dele aparecem "Anestesia" e "Vai Que Vira Amor" com 7 milhões de visualizações perdendo apenas para "O Amor Não Deixa", primeiro hit da cantora que tem 8 milhões de visualizações no mesmo site.

### Visão da cantora sobre o trabalho
"Foi uma confusão musical, mental. Eu tava fraca, no fundo do poço. Tudo ótimo em família e saúde, mas eu estava me sentindo morta. Sabe quando você age no automático? Eu tava me sentindo assim."

— Wanessa Camargo sobre a fase sertaneja.
Devido à enxurrada de críticas, tanto especializadas quanto do público em geral, Wanessa se sentiu desamparada e confessou ter tido uma experiência ruim durante sua fase sertaneja. Em entrevista ao programa Na Lata de Antônia Fontenelle em 2018, a cantora disse ter estado no "fundo do poço" de sua carreira: "Quando comecei o trabalho sertanejo, nem sabia que seria assim. As pessoas que estavam a cargo da minha carreira e investindo dinheiro foram colocando esse sertanejo como rótulo e abracei. Depois, me arrependi".
Ainda no mesmo ano, no Programa Pânico da rádio Jovem Pan, Wanessa relembrou a sua passagem no mercado sertanejo como seu "primeiro passo em errado", revelando que o escritório interferia até na forma de se portar nos palcos e que, por conta disso, teve dificuldade em executar o trabalho da forma que queria, pois não conseguia imprimir sua identidade por completo. Por conta disso, abandonou o mercado sertanejo para retomar a carreira na música pop.
Em 2020, durante a divulgação do W.DOC, websérie na qual relembra seus 20 anos de carreira, Wanessa anunciou que o minidocumentário do álbum 33 seria o mais revelador e sincero que já fez. No entanto, o documentário foi regravado e lançado na semana seguinte, sob a alegação de que a gravação original não obteve o resultado esperado, pois a cantora afirmou ter se colocado "na defensiva", com medo de possível aborrecimento dos fãs. Ao lançar a versão finalizada do documentário, Wanessa dividiu ainda mais a opinião dos fãs. Enquanto alguns elogiavam o trabalho e apreciavam a volta da Wanessa às músicas românticas, outros dispararam comentários ácidos sobre o documentário, o chamando de "forçado" e acusando a cantora de "pisar em ovos", levando em consideração a má recepção do trabalho na época e a falta de identificação artística que a própria havia pontuado em entrevistas passadas. Na gravação atual, Wanessa disse estar feliz com o resultado final do 33 e a possibilidade de fazer grandes shows, ao mesmo tempo em que aponta o rótulo de "música sertaneja" como único "erro" em relação à era.

## Lista de faixas
Todas as faixas produzidas por Eduardo Pepato, exceto onde notado.
| N.º            | Título                | Compositor(es)                                                                                    | Duração |  |
| 1.             | "Só Dá Eu e Você"     | Jenner Melo Juan Marcus Dayane Camargo Lara Menezes                                               | 2:32    |  |
| 2.             | "Choveu Amor"         | Paulo Pires Guilherme Ferraz Sando Neto Henrique Batista Ray Antonio Diego Ferrari Everton Mattos | 2:41    |  |
| 3.             | "Coração Embriagado"  | Gabriel Do Cavaco Diego Ferrari João Neto Frederico Nunes Shylton Fernandes                       | 2:46    |  |
| 4.             | "Vai que Vira Amor"   | Lari Ferreira Junior Pepato Matheus Santos                                                        | 2:27    |  |
| 5.             | "Vai Mentir Pra Lá"   | Paulo Pires Guilherme Ferraz Sando Neto Gustavo Martins Ray Antonio Everton Mattos Diego Ferrari  | 2:22    |  |
| 6.             | "Agora Eu Sei"        | Wanessa Camargo Márcia Araújo Dayane Camargo Lara Menezes                                         | 2:55    |  |
| 7.             | "Não Me Sufoca!"      | Paulo Pires Guilherme Ferraz Sando Neto Ray Antonio Everton Mattos                                | 2:41    |  |
| 8.             | "Em Cima do Salto"    | Hiago Vinicius Rick Monteiro Graciano & Thiago                                                    | 2:37    |  |
| 9.             | "Perseguição"         | Victor Hugo Philipe Pancadinha Matheus Santos                                                     | 3:04    |  |
| 10.            | "Se Ainda Tem Amor"   | Márcia Araújo Fred Liel Débora Xavier                                                             | 3:00    |  |
| 11.            | "Faço Chover"         | Juliano Tchula Michel Alves Ruan Soares                                                           | 2:37    |  |
| 12.            | "Se Cuida"            | Juan Marcus                                                                                       | 2:51    |  |
| 13.            | "Fora de Mim"         | Wanessa Camargo César Lemos                                                                       | 3:20    |  |
| 14.            | "Amor de Conta Gotas" | Elcio Di Carvalho Lari Ferreira Junior Pepato Matheus Santos Danillo Dávilla                      | 2:19    |  |
| 15.            | "Boquinha de Açúcar"  | Wanessa Camargo Márcia Araújo Dayane Camargo Lara Menezes Bruno Caliman Matheus Santos            | 2:39    |  |
| Duração total: | Duração total:        | Duração total:                                                                                    | 40:48   |  |

| Relançamento   |                                  |                                        |                |         |  |
| N.º            | Título                           | Compositor(es)                         | Produtor(es)   | Duração |  |
| 16.            | "Eu Quero Ser a Outra (La Otra)" | Karla Aponte César Lemos               | César Lemos    | 3:22    |  |
| 17.            | "Anestesia"                      | Bruno Caliman Rafa Torres Lucas Santos | César Lemos    | 3:25    |  |
| Duração total: | Duração total:                   | Duração total:                         | Duração total: | 47:35   |  |

| Relançamento (versão 2021) |                       |                           |                |         |  |
| N.º                        | Título                | Compositor(es)            | Produtor(es)   | Duração |  |
| 18.                        | "Segundas Intenções " | Ender Thomas Karla Aponte |                | 3:20    |  |
| Duração total:             | Duração total:        | Duração total:            | Duração total: | 50:55   |  |

| Edição gratuita do Palco MP3 |                       |         |  |
| N.º                          | Título                | Duração |  |
| 1.                           | "Coração Embriagado"  | 2:46    |  |
| 2.                           | "Vai que Vira Amor"   | 2:27    |  |
| 3.                           | "Vai Mentir Pra Lá"   | 2:22    |  |
| 4.                           | "Boquinha de Açúcar"  | 2:39    |  |
| 5.                           | "Fora de Mim"         | 3:20    |  |
| 6.                           | "Se Cuida"            | 2:51    |  |
| 7.                           | "Faço Chover"         | 2:37    |  |
| 8.                           | "Se Ainda Tem Amor"   | 3:00    |  |
| 9.                           | "Agora Eu Sei"        | 2:55    |  |
| 10.                          | "Choveu Amor"         | 2:41    |  |
| 11.                          | "Não Me Sufoca"       | 2:41    |  |
| 12.                          | "Perseguição"         | 3:04    |  |
| 13.                          | "Em Cima do Salto"    | 2:37    |  |
| 14.                          | "Só Dá Eu e Você"     | 2:32    |  |
| 15.                          | "Amor de Conta Gotas" | 2:19    |  |
| Duração total:               | Duração total:        | 40:48   |  |

## Histórico de lançamento
| País   | Data                  | Formato(s)                                | Gravadora |
| ------ | --------------------- | ----------------------------------------- | --------- |
| Brasil | 19 de agosto de 2016  | Download digital (gratuito)               | Work Show |
| Brasil | 14 de outubro de 2016 | Download digital streaming                | Work Show |
| Brasil | 10 de março de 2017   | Relançamento – download digital streaming | Som Livre |
| Brasil | 31 de março de 2017   | Relançamento – CD                         | Som Livre |